# Andrew Black (réalisateur)
Pour les articles homonymes, voir Andrew Black et Black.
Ne doit pas être confondu avec Andrew Blake.
Andrew (Andy) Black, né en 1974 en Écosse, est un réalisateur et producteur de cinéma écossais. Il réalise aussi des émissions de télévision et écrit des scénarios pour des jeux vidéo.
Il s'est joint à l'Église de Jésus-Christ des saints des derniers jours au Royaume-Uni en 1998, avant de partir pour l'Utah aux États-Unis, où il a suivi des cours de cinéma à l'Université Brigham Young.

## Filmographie sélective
- 2003 : The Snell Show (scénario et réalisation) 8 min
- 2003 : Orgueil et Préjugés (Pride and Prejudice)
- 2007 : Pandora's Box (Tombé du ciel), un épisode de la série Numb3rs dont il est producteur associé.
- 2008 : Saga

## Récompenses
- 2003 Grand prix du jury du Slamdance Film Festival pour The Snell Show